# Rasgrad

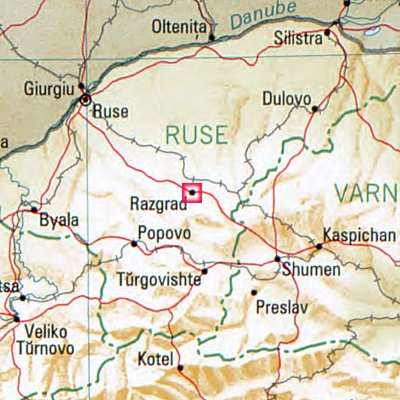
Rasgrad in Bulgarien – Nachbarorte: Popowo, Bjala, Russe, Dulowo, Silistra, Kaspitschan, Schumen, Preslaw, Targowischte, Kotel, Weliko Tarnowo

Rasgrad (auch Razgrad, bulgarisch Разград [razˈɡrat] ) ist eine Stadt in Nordostbulgarien. Sie ist das Zentrum der gleichnamigen Oblast und Gemeinde. Die Stadt liegt in der Nähe von Russe.

## Geografie
Rasgrad liegt im Tal des Flusses Beli Lom, im zentralen Teil Nordostbulgariens. Diese Region wird als Ludogorie bezeichnet und gehört zur Donautiefebene, welche durch ein typisches ebenes bzw. leicht hügliges Erscheinungsbild gekennzeichnet ist. Die mittlere Höhe der Gemeinde Rasgrad liegt 250 bis 270 m über dem Meeresspiegel.
Im Verlauf vieler Jahrhunderte kreuzten sich in der Region Rasgrad viele Handelswege, die Zentraleuropa mit der Schwarzmeerregion und Asien verbanden.
Die Gemeinde Rasgrad liegt zentral zu den übrigen Gemeinden der Oblast Rasgrad:
- Gemeinde Isperich,
- Gemeinde Kubrat,
- Gemeinde Sawet,
- Gemeinde Zar Kaliojan,
- Gemeinde Losniza,
- Gemeinde Samuil.

Die Oblast Rasgrad grenzt an die Oblaste Russe, Schumen und Targowischte.

## Geschichte
Abrittus war eine antike römische Siedlung aus dem 2. bis 4. Jahrhundert. Die Überreste der Siedlung befinden sich bei der Gegend Chisarlaka, ungefähr drei Kilometer vom heutigen Rasgrad entfernt.
Im Juni 251 wurden die Römer in der Schlacht von Abrittus geschlagen. Dabei fiel Kaiser Decius. Er war der erste römische Kaiser, der in einer Schlacht mit den Barbaren getötet wurde.
Wahrscheinlich entwickelte sich die heutige Stadt aus der bulgarischen Siedlung namens „Chrasgrad“ aus dem 13. Jahrhundert, von der sich auch der heutige Name der Stadt ableiten lässt. Nach der Eroberung durch die Osmanen im 14. Jahrhundert nannten sie die Stadt Chesargrad, Chesesgrad oder Chrasgrad, während sie von den Bulgaren als Rasgrad bezeichnet wurde.
Rasgrad ist bekannt für den Heiducken-Trupp des Wojwoden Tanjo Stojanow. Die Stadt wurde am 16. Januar 1878 während des Russisch-Osmanischen Krieges (1877–1878) durch russische Truppen des 13. Armeekorps erobert, angeführt von Fürst Alexander Dondukow-Korsakow. In der Schlacht starben neben zahlreichen russischen Soldaten auch 68 bulgarische Freiwillige.
Die Stadt ist seit 2005 Namensgeber für den Razgrad Peak, einen Berg auf Greenwich Island in der Antarktis.

## Bevölkerung
1998 stellten die Bulgaren mit 69 % die Bevölkerungsmehrheit in der Stadt, ein Teil davon sind bulgarische Muslime bzw. Pomaken. Daneben lebt noch eine türkische Minderheit, die mit ihren 27 % hier eine der größten im Land (Landesdurchschnitt 9 %, aber in der Oblast Rasgrad 47 %) ist, und eine Minderheit der Sinti und Roma (ca. 2 %). In der gesamten Oblast bildeten bulgarische und türkische Muslime 2001 zusammen eine Bevölkerungsmehrheit von 54 % gegenüber Christen (43 %), Atheisten und Sonstigen.

## Kultur und Sport
In der Stadt wurde 1947 das Theater Anton Straschimirow gegründet. Bekannt ist das Kapanski Ensemble, ein Tanz- und Musikensemble, dass nach einer ethnischen bulgarischen Gruppe, den Kapanzer aus dem Gebiet Ludogorie, benannt ist.

### Sehenswürdigkeiten

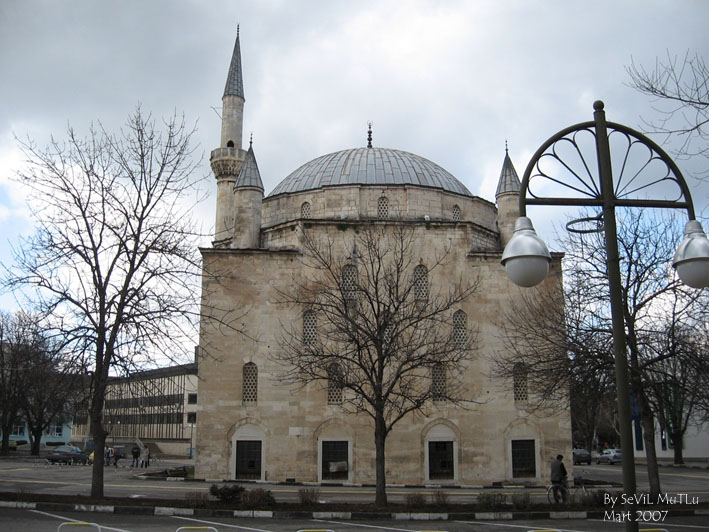
Ibrahim-Pascha-Moschee

- Ruinen der alten römischen Festung und Stadt Abrittus,
- Moschee des Ibrahim Pascha (erbaut 1616)
- Kirche Sweti Nikolai (Nikolaus von Myra) (erbaut 1860),
- Uhrturm (erbaut 1764),
- Mausoleum und Knochenhaus der gefallenen russischen Soldaten (Russisch-Osmanische Krieg, 1877–1878). Die sterblichen Überreste wurden 1978 hierher umgebettet. Das Mausoleum wurde 1880 eröffnet. Das Mausoleum wurde nach Plänen des Architekten Friedrich Grünanger gebaut, der zu dieser Zeit Architekt in Rasgrad war.
- Galerie Ilja Petrow

### Museen
- Ethnografisches Museum,
- Historisches Museum,
- Museumshaus Stanka und Nikola Ikonomow (Nikola Ikonomow: 1935–1892, Aktivist der Bulgarischen Wiedergeburt),
- Museumshaus Dimitar Nenow (1901–1952, Komponist, Pianist, Architekt),
- Historisches Museum Abritus.

### Jährliche Veranstaltungen

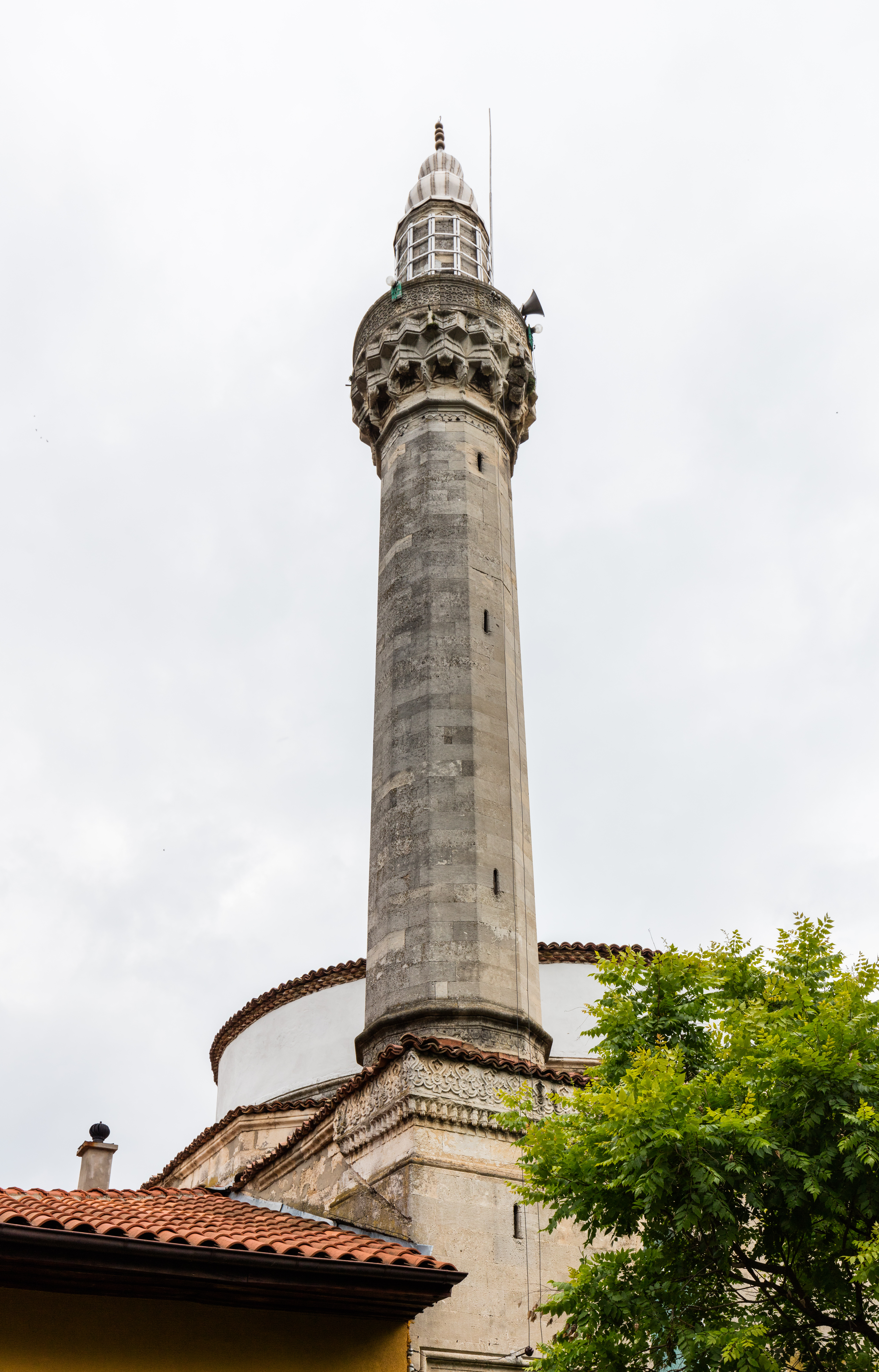
Minarett der Ahmet-Bey-Moschee

Alljährlich finden in der Rasgrad folgende Veranstaltungen statt:
- Joghurt-Messe, im Juli;
- Festival der Volkstraditionen und des Kunstschaffens, im Juli,
- internationaler Wettbewerb der jungen Pianisten Dimitar Nenow,
- nationales Rockfestival, im September (seit 1995).

### Sport
Der örtliche Fußballverein Ludogorez Rasgrad wurde von 2012 bis 2025 jeweils bulgarischer Fußballmeister und qualifizierte sich 2014/15 und 2016/17 für die Gruppenphase der UEFA Champions League.

## Städtepartnerschaften
- Orjol (Russland), seit 1968,
- Châlons-en-Champagne (Frankreich), seit 1975,
- Yangzhou (Volksrepublik China), seit 1975,
- Armagh (Vereinigtes Königreich), seit 1995,
- Brunswick (Ohio) (USA), seit 1998,
- Avcılar (Türkei), seit 2000,
- Wittenberge (Deutschland), seit 2001,
- Assen (Niederlande), seit 2006,
- Posen (Polen), seit 2006,
- Dijon (Frankreich), seit 2007,
- Călărași (Rumänien), seit 2007,
- Thessaloniki (Griechenland), seit 2008.

## Söhne der Stadt
- Anani Jawaschow (1855–1934), Pädagoge, Botaniker und Archäologe
- Osman Duraliew (1939–2011), Ringer
- Ali Dinçer (1945–2007), türkischer Staatsminister
- Strachil Kawalenow (* 1966), römisch-katholischer Geistlicher und Bischof von Nicopolis

## Einzelnachweis
1. ↑  Census